# Vattenstress
Vattenstress (eng. water stress) inträder när mängden vatten av god kvalitet inte längre räcker till för att täcka samhällets behov.
Den definition som brukar användas för vattenstress är om mängden av tillgängligt färskvatten i ett land understiger 1700 kubikmeter per person och år. Detta kan jämföras med gränsvärdena för kronisk vattenbrist (1000 kubikmeter per person och år) och absolut vattenbrist (500 kubikmeter per person och år).

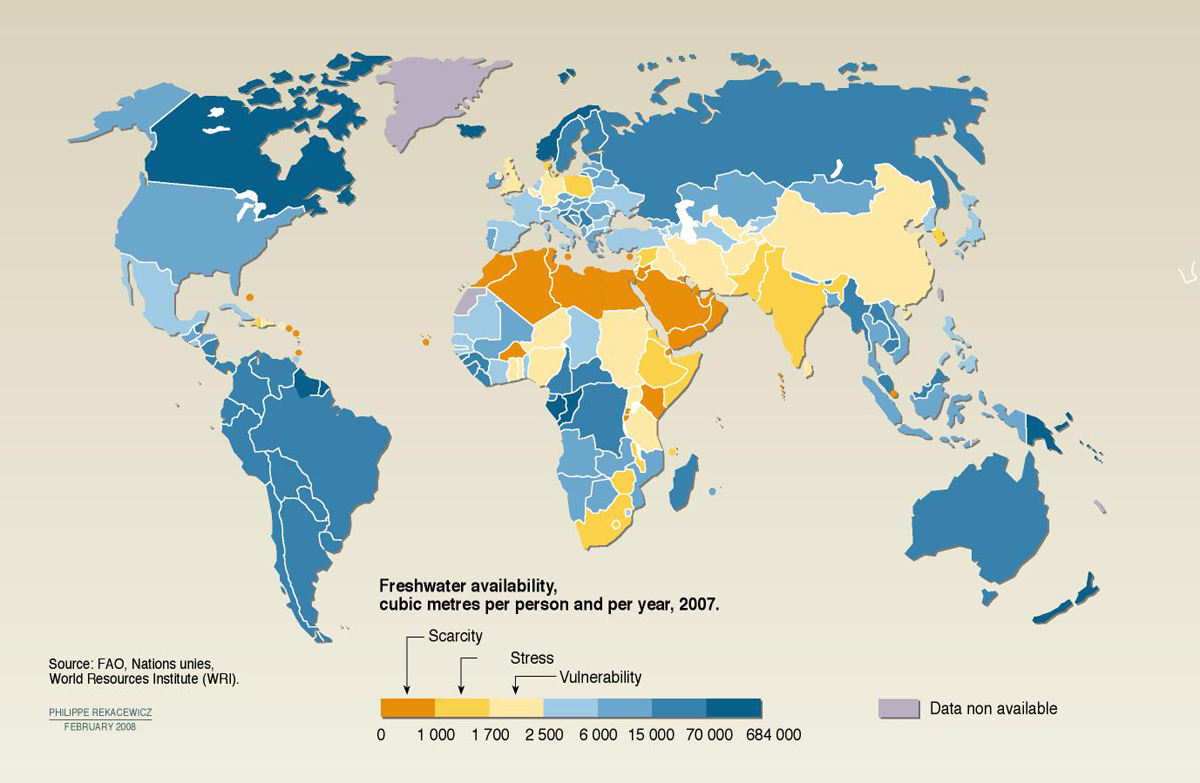
Global vattenstress